# Akçe

Akçe Sultan Orhans I., Münzstätte Bursa

Akçe (osmanisch آقچه İA Aḳçe, Aḳça, türkisch Akçe, Akça, deutsch früher auch Asper) ist die Bezeichnung für die erste von den Osmanen geprägte und über viele Jahrhunderte in Umlauf befindliche Silbermünze. Sie wurde erstmals während der Regierungszeit von Sultan Orhan I. (1326–1359) geprägt. Der Münze diente wohl der von den Komnenen in Trapezunt geprägte Asperon als Vorbild. Die Münze ist bei einem Feingehalt von 900 ca. 1,2 g schwer und hat einen Durchmesser von ca. 18 mm.
Über Jahrhunderte hinweg bildet die Münze das Rückgrat des osmanischen Geldsystems. Bis zum Anfang des 17. Jahrhunderts verringerte sich aber ihr Gewicht allmählich auf 0,33 g, bei 13 mm Durchmesser. Im selben Jahrhundert wurden zudem neue Münzen (3 Akçe = 1 Para, 40 Para = 1 Kuruş) geprägt, die den Akçe allmählich verdrängten. Anfang des 19. Jahrhunderts fiel das Gewicht, der Feingehalt und damit die Akzeptanz der kleinsten osmanischen Silbermünze immer weiter ab. Schließlich wurde ihre Prägung vollständig eingestellt.